# Martin Strobel
Martin Strobel (Rottweil, 5 de junho de 1986) é um handebolista profissional alemão, medalhista olímpico

## Carreira
Martin Strobel integrou a Seleção Alemã de Handebol no Rio 2016, conquistando a medalha de bronze.